# الرهيط (الجوف)
الرهيط هي إحدى قرى الجمهورية اليمنية. وهي تتبع جغرافيًا لمحافظة الجوف. وإداريًا لمديرية برط العنان. يبلغ تعداد سكانها 1147 نسمة حسب الإحصاء الذي جرى عام 2004.